# 苏伟译
苏伟译（1998年2月17日—），吉隆坡人，馬來西亞男子羽毛球運動員，亦為現役马来西亚國家羽毛球隊成員。他曾与黄湙腾赢得2016年亚青賽男双季军。他和謝定峰在2022年世界羽毛球锦标赛男子双打項目奪冠，創造歷史為大马奪得首個羽毛球單項世界冠軍。

## 簡歷
2016年7月，苏伟译代表马来西亚参加泰國曼谷举办的亞洲青年羽毛球錦標賽，与青年期搭档的黄湙腾赢得亚青赛男子双打季军。同年11月，他代表國家隊參加在西班牙毕尔巴鄂舉行的世界青年羽毛球錦標賽，贏得混合團體亚军。
2017年7月，苏伟译与陈堂杰出战馬來西亞羽毛球國際系列賽，在男双决赛以0比2（22-24、19-21）不敌赛会头号种子、队友的李健亿/林政廷，赢得亚军。同年8月，他与陈堂杰出战懷卡托羽毛球國際賽，在男双决赛以1比2（16-21、21-17、19-21）不敌中華台北的蘇力瑋/葉宏蔚，赢得亚军。同年11月，他与謝定峰出战印度羽毛球國際挑戰賽，在男双决赛以0比2（6-21、9-21）不敌泰国的玛尼蓬·宗集/南塔卡恩·耶特派颂，赢得亚军。
2018年3月，苏伟译与謝定峰出战越南羽毛球國際挑戰賽。在男双决赛以0比2（18-21、14-21）不敌赛会5号种子、泰国的玛尼蓬·宗集/南塔卡恩·耶特派颂，赢得亚军。同年4月，他与謝定峰出战馬來西亞羽毛球國際挑戰賽，在男双决赛以1比2（17-21、21-17、19-21）不敌赛会5号种子、印尼强档的穆罕默德·阿赫桑/亨德拉·塞蒂亚万，赢得亚军。
2021年7月 苏伟译与谢定峰出战2020東京奧運在羽球男子双打项目中，先在八强赛中以（21-14、21-17）击败了赛会1号种子印尼的凯文·桑加亚·苏卡穆约与吉德翁·马库斯·费尔纳尔迪，接下来在四强赛中以0-2（22-24、13-21）不敌赛会3号种子李俊慧和刘雨辰，最后在男子双打铜牌战中以2-1（17-21、21-17、21-14）击败了印尼的穆罕默德·阿赫桑与亨德拉·塞蒂亚万，成功拿下季军。同年10月，苏伟译与謝定峰在2021年法國羽球公開賽的半决赛中以1-2（21-14、10-21、22-24）不敌韩国组合申白喆/高成炫，止步于半决赛。赛后，伟译与搭档謝定峰在社交媒体上发文鼓励对方。

## 主要比賽成績
只列出曾進入準決賽的國際賽事成績：
| 年份   | 賽事                     | 公開賽級別 | 項目     | 搭檔   | 成績   |
| ------ | ------------------------ | ---------- | -------- | ------ | ------ |
| 2016年 | 亞洲青年羽毛球錦標賽     | 其他       | 男子雙打 | 黄湙腾 | 季軍   |
| 2016年 | 世界青年羽毛球錦標賽     | 其他       | 混合團體 | －     | 亞軍   |
| 2017年 | 馬來西亞羽毛球國際系列賽 | 國際系列賽 | 男子雙打 | 陈堂杰 | 亞軍   |
| 2017年 | 懷卡托羽毛球國際賽       | 國際系列賽 | 男子雙打 | 陈堂杰 | 亞軍   |
| 2017年 | 印度羽毛球國際挑戰賽     | 國際挑戰賽 | 男子雙打 | 謝定峰 | 亞軍   |
| 2018年 | 越南羽毛球國際挑戰賽     | 國際挑戰賽 | 男子雙打 | 謝定峰 | 亞軍   |
| 2018年 | 馬來西亞羽毛球國際挑戰賽 | 國際挑戰賽 | 男子雙打 | 謝定峰 | 亞軍   |
| 2018年 | 薩洛盧羽毛球公開賽       | 超級100賽  | 男子雙打 | 謝定峰 | 亞軍   |
| 2019年 | 馬來西亞羽毛球大師賽     | 超級500賽  | 男子雙打 | 謝定峰 | 準決賽 |
| 2019年 | 全英羽毛球公開賽         | 超級1000賽 | 男子雙打 | 謝定峰 | 亞軍   |
| 2019年 | 中國福州羽毛球公開賽     | 超級750賽  | 男子雙打 | 謝定峰 | 準決賽 |
| 2019年 | 東南亞運動會羽毛球比賽   | 其他       | 男子團體 | －     | 銀牌   |
| 2019年 | 東南亞運動會羽毛球比賽   | 其他       | 男子雙打 | 謝定峰 | 金牌   |
| 2020年 | 印尼羽毛球大師賽         | 超級500賽  | 男子雙打 | 謝定峰 | 準決賽 |
| 2020年 | 亞洲羽毛球團體錦標賽     | 其他       | 男子團體 | －     | 亞軍   |
| 2020年 | 西班牙羽毛球大師賽       | 超級300賽  | 男子雙打 | 謝定峰 | 準決賽 |
| 2020年 | TOYOTA泰國羽毛球公開賽   | 超級1000賽 | 男子雙打 | 謝定峰 | 亞軍   |
| 2021年 | 瑞士羽毛球公開賽         | 超級300賽  | 男子雙打 | 謝定峰 | 準決賽 |
| 2021年 | 奧林匹克運動會羽毛球比賽 | 其他       | 男子雙打 | 謝定峰 | 銅牌   |
| 2021年 | 蘇迪曼盃                 | 其他       | 混合團體 | －     | 季軍   |
| 2021年 | 法國羽毛球公開賽         | 超級750賽  | 男子雙打 | 謝定峰 | 準決賽 |
| 2021年 | 印尼羽毛球大師賽         | 超級750賽  | 男子雙打 | 謝定峰 | 準決賽 |
| 2022年 | 亞洲羽毛球團體錦標賽     | 其他       | 男子團體 | －     | 冠軍   |
| 2022年 | 瑞士羽毛球公開賽         | 超級300賽  | 男子雙打 | 謝定峰 | 準決賽 |
| 2022年 | 亞洲羽毛球錦標賽         | 其他       | 男子雙打 | 謝定峰 | 亞軍   |
| 2022年 | 泰國羽毛球公開賽         | 超級500賽  | 男子雙打 | 謝定峰 | 準決賽 |
| 2022年 | 印尼羽毛球公開賽         | 超級1000賽 | 男子雙打 | 謝定峰 | 準決賽 |
| 2022年 | 馬來西亞羽毛球公開賽     | 超級750賽  | 男子雙打 | 謝定峰 | 準決賽 |
| 2022年 | 馬來西亞羽毛球大師賽     | 超級500賽  | 男子雙打 | 謝定峰 | 準決賽 |
| 2022年 | 英聯邦運動會羽毛球比賽   | 其他       | 混合團體 | －     | 金牌   |
| 2022年 | 英聯邦運動會羽毛球比賽   | 其他       | 男子雙打 | 謝定峰 | 銅牌   |
| 2022年 | 世界羽毛球錦標賽         | 其他       | 男子雙打 | 謝定峰 | 冠軍   |
| 2022年 | 丹麥羽毛球公開賽         | 超級750賽  | 男子雙打 | 謝定峰 | 準決賽 |
| 2023年 | 印度羽毛球公開賽         | 超級750賽  | 男子雙打 | 謝定峰 | 亞軍   |
| 2023年 | 蘇迪曼盃                 | 其他       | 混合團體 | －     | 季軍   |
| 2023年 | 新加坡羽毛球公開賽       | 超級750賽  | 男子雙打 | 謝定峰 | 準決賽 |
| 2023年 | 印尼羽毛球公開賽         | 超級1000賽 | 男子雙打 | 謝定峰 | 亞軍   |
| 2023年 | 世界羽毛球錦標賽         | 其他       | 男子雙打 | 謝定峰 | 季軍   |
| 2023年 | 中國羽毛球公開賽         | 超級1000賽 | 男子雙打 | 謝定峰 | 亞軍   |
| 2023年 | 亞洲運動會羽毛球比賽     | 其他       | 男子雙打 | 謝定峰 | 銅牌   |
| 2023年 | 丹麥羽毛球公開賽         | 超級750賽  | 男子雙打 | 謝定峰 | 冠軍   |
| 2024年 | 印度羽毛球公開賽         | 超級750賽  | 男子雙打 | 謝定峰 | 準決賽 |
| 2024年 | 亞洲羽毛球團體錦標賽     | 其他       | 男子團體 | －     | 亞軍   |
| 2024年 | 全英羽毛球公開賽         | 超級1000賽 | 男子雙打 | 謝定峰 | 亞軍   |
| 2024年 | 亞洲羽毛球錦標賽         | 其他       | 男子雙打 | 謝定峰 | 季軍   |
| 2024年 | 湯姆斯盃                 | 其他       | 男子團體 | －     | 季軍   |
| 2024年 | 奧林匹克運動會羽毛球比賽 | 其他       | 男子雙打 | 謝定峰 | 銅牌   |
| 2024年 | 韓國羽毛球大師賽         | 超級300賽  | 男子雙打 | 謝定峰 | 冠軍   |
| 2025年 | 印度羽毛球公開賽         | 超級750賽  | 男子雙打 | 謝定峰 | 準決賽 |
| 2025年 | 印尼羽毛球大師賽         | 超級500賽  | 男子雙打 | 謝定峰 | 準決賽 |
| 2025年 | 亞洲羽毛球錦標賽         | 其他       | 男子雙打 | 謝定峰 | 冠軍   |
| 2025年 | 泰國羽毛球公開賽         | 超級500賽  | 男子雙打 | 謝定峰 | 冠軍   |
| 2025年 | 馬來西亞羽毛球大師賽     | 超級500賽  | 男子雙打 | 謝定峰 | 亞軍   |
| 2025年 | 新加坡羽毛球公開賽       | 超級750賽  | 男子雙打 | 謝定峰 | 冠軍   |
| 2025年 | 中國羽毛球公開賽         | 超級1000賽 | 男子雙打 | 謝定峰 | 亞軍   |

| 2007-2017年 | 首要超級賽 | 超級賽 | 黃金大獎賽 | 大獎賽 | 國際挑戰賽 | 國際系列賽 | 未來系列賽 | 其他 |

| 2018-2026年 | 總決賽 | 超級1000賽 | 超級750賽 | 超級500賽 | 超級300賽 | 超級100賽 | 國際挑戰賽 | 國際系列賽 | 未來系列賽 | 其他 |

### 世界冠軍頭銜
蘇偉譯在羽毛球生涯中共奪得1項羽毛球世界冠軍頭銜。
| 賽事             | 奪冠次數 | 年份               |
| ---------------- | -------- | ------------------ |
| 世界羽毛球锦标赛 | 1        | 2022年（男子雙打） |
| 總計             | 1        |                    |

### 奧運會和世錦賽參賽紀錄
|          | 搭檔   | 2018 | 2019 | 2020 | 2021 | 2022 | 2023 | 2024 |
| -------- | ------ | ---- | ---- | ---- | ---- | ---- | ---- | ---- |
| 男子雙打 | 謝定峰 | 8強  | 32強 | 銅牌 | 16強 | 冠軍 | 季軍 | 銅牌 |

## 主要對賽記錄
蘇偉譯與主要對手的對賽成績如下（只列出對賽五次或以上對手，截至2025年6月4日）
男雙 - 謝定峰
| 對手             | 對賽次數 | 對賽結果 | 對賽結果 | 胜差 |
| 對手             | 對賽次數 | 勝       | 負       | 胜差 |
| ---------------- | -------- | -------- | -------- | ---- |
| 王耀新 張御宇    | 8        | 6        | 2        | +4   |
| 吳世飛 努·伊祖丁 | 8        | 6        | 2        | +4   |
| 万炜聪 郑凯文    | 6        | 3        | 3        | 0    |

| 對手                                          | 對賽次數 | 對賽結果 | 對賽結果 | 胜差 |
| 對手                                          | 對賽次數 | 勝       | 負       | 胜差 |
| --------------------------------------------- | -------- | -------- | -------- | ---- |
| 穆罕默德·阿赫桑 亨德拉·塞蒂亞萬               | 13       | 5        | 8        | -3   |
| 馬庫斯·費爾納爾迪·吉德翁 凱文·桑加亞·蘇卡穆約 | 11       | 2        | 9        | -7   |
| 薩維克賽拉吉·蘭基雷迪 奇拉格·謝提             | 12       | 9        | 3        | +6   |
| 利奧·羅利·卡爾南多 丹尼爾·馬丁                | 9        | 6        | 3        | +3   |
| 金·阿斯特鲁普 安德斯·斯考劳普·拉斯姆森        | 13       | 9        | 4        | +5   |
| 法贾·阿尔弗兰 穆罕默德·里安·阿利安托          | 10       | 6        | 4        | +2   |
| 保木卓朗 小林優吾                             | 12       | 3        | 9        | -6   |
| 李俊慧 劉雨辰                                 | 7        | 1        | 6        | -5   |
| 馬克·拉姆斯富斯 馬文·塞德爾                   | 6        | 5        | 1        | +4   |
| 催率圭 徐承宰                                 | 6        | 4        | 2        | +2   |
| 古賀輝 齋藤太一                               | 9        | 5        | 4        | +1   |
| 梁偉鏗 王昶                                   | 11       | 3        | 8        | -5   |
| 穆罕默德·肖希布·菲克里 巴加斯·毛拉纳          | 5        | 5        | 0        | +5   |
| 刘雨辰 欧烜屹                                 | 8        | 4        | 4        | 0    |
| 李洋 王齐麟                                   | 9        | 5        | 4        | +1   |
| 姜敏赫 徐承宰                                 | 5        | 2        | 3        | -1   |
| 卢敬尧 杨博涵                                 | 7        | 5        | 2        | +3   |
| 拉斯穆斯·克亚尔 弗雷德里克·瑟高               | 5        | 3        | 2        | +1   |